# Delia Boccardo
Delia Boccardo (Genova, 29 gennaio 1948) è un'attrice italiana, in attività dalla seconda metà degli anni sessanta al 2008.

## Biografia
Si trasferì a Roma nel 1965 per seguire i corsi di recitazione presso il Centro sperimentale di cinematografia, debuttò all'età di 18 anni nello spaghetti-western 3 pistole contro Cesare (1967). Nel 1968 interpretò il suo primo ruolo internazionale ne L'infallibile ispettore Clouseau? di Bud Yorkin, accanto ad Alan Arkin, e continuò ad essere impiegata soprattutto come interprete di personaggi femminili caratterizzati dalla bellezza nell'ambito di film di azione e poliziotteschi, come La polizia incrimina, la legge assolve (1973).
Fu la protagonista di alcuni celebri sceneggiati Rai: Come un uragano (1971), con Alberto Lupo, Corrado Pani e Adriana Asti, Martin Eden, con Christopher Connelly (1979) e L'enigma delle due sorelle (1980), in cui veniva perseguitata dalla voce della sorella, morta in un incidente stradale pochi anni prima. Lo stesso anno posò nuda per l'edizione italiana di Playboy. Attiva anche in teatro, dove debuttò con Raf Vallone, tra gli anni ottanta e novanta lavorò a lungo sotto la guida del regista Luca Ronconi, in spettacoli come Re Lear, Ignorabimus e Tre sorelle.
Ha lavorato a lungo nelle fiction televisive di produzione italiana. È particolarmente nota per aver interpretato il ruolo di Tilly Nardi, il più longevo personaggio del serial televisivo della Rai Incantesimo, dalla prima all'ultima puntata (1998-2008): proprio nel pieno di questo successo, afflitta da una grave depressione acuita dalla morte del padre, nel 2002 ha tentato il suicidio. Dopo le dieci stagioni della serie, l'attrice si è allontanata dal mondo della televisione e dello spettacolo.

## Filmografia

### Cinema

Delia Boccardo in una sequenza de Il poliziotto è marcio (1974)

- 3 pistole contro Cesare, regia di Enzo Peri (1967)
- L'occhio selvaggio, regia di Paolo Cavara (1967)
- L'infallibile ispettore Clouseau? (Inspector Clouseau), regia di Bud Yorkin (1968)
- Un detective, regia di Romolo Guerrieri (1969)
- L'ultimo avventuriero (The Adventurers), regia di Lewis Gilbert (1970)
- Una macchia rosa, regia di Enzo Muzii (1970)
- I cannibali, regia di Liliana Cavani (1970)
- Michele Strogoff, corriere dello zar (Strogoff), regia di Eriprando Visconti (1970)
- Per grazia ricevuta, regia di Nino Manfredi (1971)
- Stress, regia di Corrado Prisco (1971)
- Equinozio, regia di Maurizio Ponzi (1971)
- Grande slalom per una rapina (Snow Job), regia di George Englund (1972)
- ...e alla fine lo chiamarono Jerusalem l'implacabile (Padella calibro 38), regia di Antonio Secchi (1972)
- La polizia incrimina, la legge assolve, regia di Enzo G. Castellari (1973)
- Rappresaglia, regia di George Pan Cosmatos (1973)
- Il poliziotto è marcio, regia di Fernando Di Leo (1974)
- Un fiocco nero per Deborah, regia di Marcello Andrei (1974)
- La polizia accusa: il Servizio Segreto uccide, regia di Sergio Martino (1975)
- La mazurka del barone, della santa e del fico fiorone, regia di Pupi Avati (1975)
- L'ultimo giorno di scuola prima delle vacanze di Natale, regia di Gian Vittorio Baldi (1975)
- Il caso Raoul, regia di Maurizio Ponzi (1975)
- Giovannino, regia di Paolo Nuzzi (1976)
- Una donna alla finestra (Une femme à sa fenêtre), regia di Pierre Granier-Deferre (1976)
- Tentacoli, regia di Ovidio G. Assonitis (1977)
- Improvviso, regia di Edith Bruck (1979)
- Roma dalla finestra, regia di Masuo Ikeda (1982)
- Afrodite (Aphrodite), regia di Robert Fuest (1982)
- Nostalghia, regia di Andrej Tarkovskij (1983)
- Hercules, regia di Luigi Cozzi (1983)
- Assisi Underground (The Assisi Underground), regia di Alexander Ramati (1985)
- Sposi, 1º episodio, regia di Pupi Avati (1988)
- Cavalli si nasce, regia di Sergio Staino (1989)
- L'isola alla deriva, regia di Tommaso Mottola (1989)
- La settimana della Sfinge, regia di Daniele Luchetti (1990)
- Il nodo alla cravatta, regia di Alessandro Di Robilant (1991)
- Il ritorno di Casanova (Le retour de Casanova), regia di Édouard Niermans (1992)
- Dichiarazioni d'amore, regia di Pupi Avati (1994)
- Fade Out (Dissolvenza al nero), regia di Mario Chiari (1994)
- Questo è il giardino, regia di Giovanni Davide Maderna (1999)
- Sole negli occhi, regia di Andrea Porporati (2001)

### Televisione
- Le spie (I Spy) – serie TV, 1 episodio (1967)
- Operazione ladro (It Takes a Thief) – serie TV, 1 episodio (1969)
- Come un uragano, regia di Silverio Blasi – miniserie TV, 5 episodi (1971)
- Il seduttore, regia di Flaminio Bollini – film TV (1971)
- Il terzo invitato – miniserie TV, 4 episodi (1977)
- Il delitto Paternò – miniserie TV (1978)
- Martin Eden – miniserie TV, 5 episodi (1979)
- L'enigma delle due sorelle, regia di Mario Foglietti – miniserie TV, 4 episodi (1980)
- Il giorno della passione di Cristo (The Day Christ Died), regia di James Cellan Jones – film TV (1980)
- Le ali della colomba – miniserie TV, 3 episodi (1981)
- La trappola originale, regia di Silvio Maestranzi – film TV (1982)
- Roma: 16 ottobre 1943 – film TV (1983)
- Billet doux – miniserie TV (1984)
- Feuerberg – film TV (1985)
- Il cugino americano, regia di Giacomo Battiato – miniserie TV (1986)
- Il segreto del Sahara, regia di Alberto Negrin – miniserie TV, 4 episodi (1988)
- Mission Eureka – miniserie TV (1989)
- Isabella la ladra – miniserie TV, 3 episodi (1989)
- La bugiarda – miniserie TV (1989)
- La piovra 5 - Il cuore del problema, regia di Luigi Perelli – miniserie TV, 4 episodi (1990)
- Il ritorno di Ribot, regia di Pino Passalacqua – miniserie TV, 3 episodi (1991)
- Granada addio (Réquiem por Granada) – serie TV, 8 episodi (1991)
- ...Se non avessi l'amore, regia di Leandro Castellani – film TV (1991)
- Contro ogni volontà, regia di Pino Passalacqua – miniserie TV (1992)
- Condamné au silence – film TV (1992)
- Das Sahara-Projekt – miniserie TV, 4 episodi (1993)
- I ragazzi del muretto – serie TV, 6 episodi (1993)
- Addio e ritorno – film TV (1996)
- L'uomo che ho ucciso – film TV (1996)
- Provincia segreta – serie TV (1998)
- Incantesimo – soap opera, dieci stagioni (1998-2008)
- Torniamo a casa – film TV (1999)
- Virginia, la monaca di Monza, regia di Alberto Sironi – miniserie TV (2004)
- Regina dei fiori, regia di Vittorio Sindoni – miniserie TV (2005)

## Teatro
- Uno sguardo dal ponte di Arthur Miller, regia di Raf Vallone (1967)
- Grandiosa svendita di fine stagione di Stefano Satta Flores, regia di Stefano Satta Flores (1981)
- Pentesilea di Heinrich Von Kleist, regia di Fabrizia Magnini. Teatro Sala Umberto di Roma (1983)
- Nostalgia di Franz Jung, regia di Klaus Michael Grüber. Piccolo Teatro di Milano (1984)
- La commedia della seduzione di Arthur Schnitzler, regia di Luca Ronconi. Teatro Metastasio di Prato (1985)
- Ignorabimus di Arno Holz, regia di Luca Ronconi. Teatro Metastasio di Prato (1986)
- La donna col pugnale di Arthur Schnitzler, regia di Walter Pagliaro. Festival dei Due Mondi di Spoleto (1987)
- La pianola meccanica di Aleksandr Adabashyan e Nikita Michalkov, regia di Nikita Michalkov. Teatro Argentina di Roma (1987)
- Le tre sorelle di Anton Čechov, regia di Luca Ronconi. Teatro Comunale di Gubbio (1989)
- La passione di Cleopatra di Ahmed Shawqi, regia di Chérif (1989)
- Aminta di Torquato Tasso, regia di Luca Ronconi. Teatro Argentina di Roma (1994)
- Re Lear di William Shakespeare, regia di Luca Ronconi. Teatro Argentina di Roma (1994)
- La ragione degli altri di Luigi Pirandello, regia di Massimo Castri. Teatro della Sapienza di Perugia (1996)
- Conversazione senza testimone di Sofia Prokofieva, regia di Carlo Mazzacurati. Teatro Stabile di Bologna (1998)
- Le Baccanti di Euripide, regia di Luca Ronconi. Piccolo Teatro di Milano (2003)

## Riconoscimenti
- Grolla d'oro
  - 1968 – Miglior attrice esordiente per L'occhio selvaggio

- Premio Flaiano sezione teatro
  - 1995 – Premio all'interpretazione femminile per Re Lear[3]

- Premio Ubu
  - 1985/1986 – Migliore attrice per Ignorabimus